# Sülysáp, Pesta
Sülysáp  este un sat în districtul Nagykáta, județul Pesta, Ungaria, având o populație de 8.031 de locuitori (2011). 

## Demografie
Componența etnică a satului Sülysáp
     Maghiari (95,7%)
     Romi (2,45%)
     Necunoscut (0,44%)
     Alții (1,41%)
Componența confesională a satului Sülysáp
     Romano-catolici (52%)
     Fără religie (13,15%)
     Reformați (5,57%)
     Atei (1,07%)
     Necunoscută (27%)
     Alte religii (4,5%)
Conform recensământului din 2011, satul Sülysáp avea 8.031 de locuitori. Din punct de vedere etnic, majoritatea locuitorilor (95,7%) erau maghiari, cu o minoritate de romi (2,45%). Apartenența etnică nu este cunoscută în cazul a 0,44% din locuitori.  Din punct de vedere confesional, majoritatea locuitorilor (52,0%) erau romano-catolici, existând și minorități de persoane fără religie (13,15%), reformați (5,57%) și atei (1,07%). Pentru 27,0% din locuitori nu este cunoscută apartenența confesională.